# Delme (Moselle)

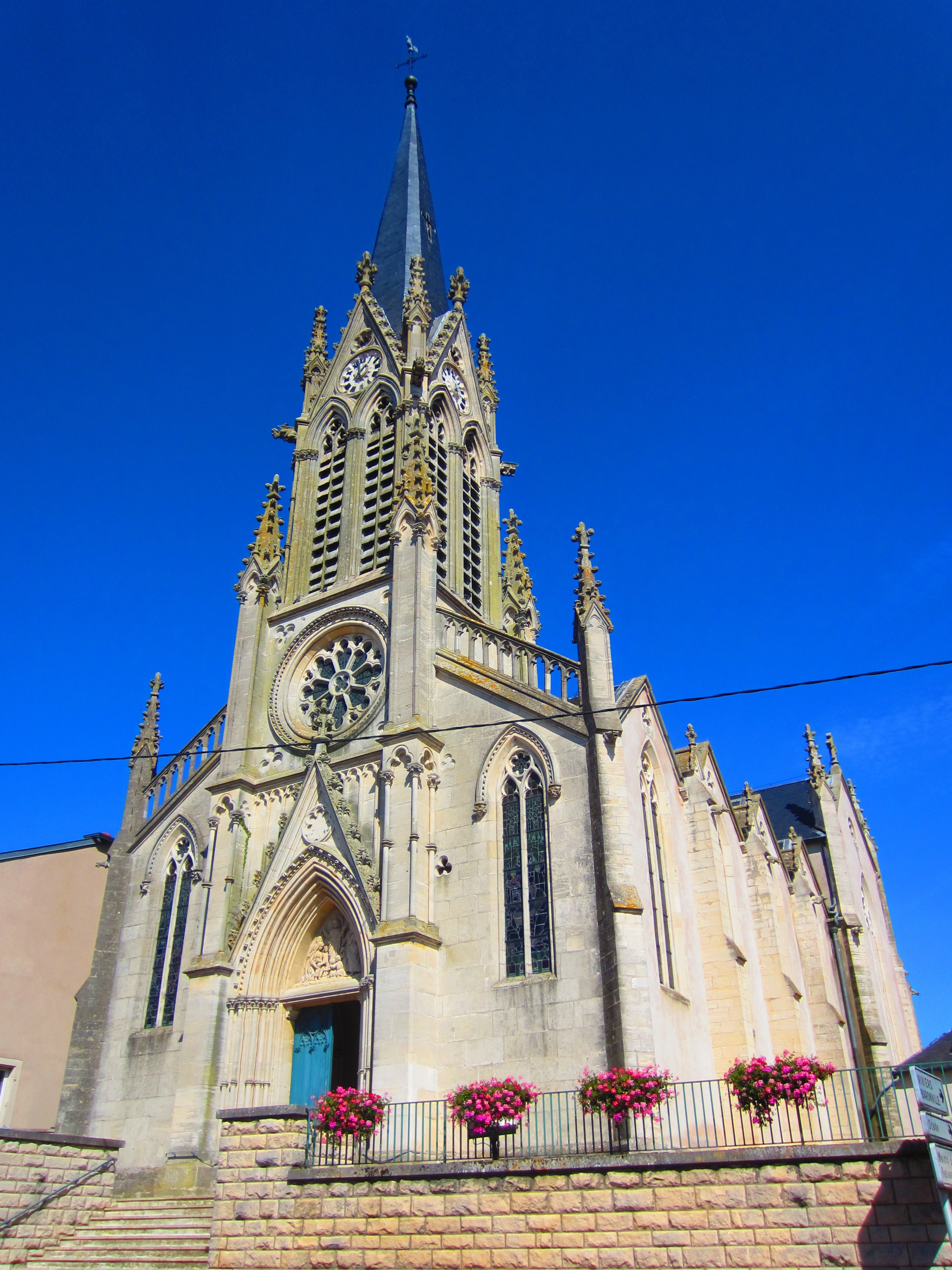
Dorfkirche St. Germain

Delme ist eine französische Gemeinde mit 1.150 Einwohnern (Stand 1. Januar 2022) im Département Moselle in der Region Grand Est (bis 2015 Lothringen). Sie gehört zum Arrondissement Sarrebourg-Château-Salins, zum Kanton Le Saulnois und zum Kommunalverband Saulnois.

## Geographie
Die Gemeinde liegt in Lothringen im Saulnois (Salzgau) am Flüsschen Saint-Jean, 30 Kilometer südöstlich von Metz, zwölf Kilometer nordwestlich von Château-Salins und 26 Kilometer nordöstlich von Nancy. Nachbargemeinden von Delme sind Xocourt im Norden, Viviers im Osten, Donjeux im Südosten, Lemoncourt im Süden, Craincourt im Westen sowie Puzieux im Nordwesten.

## Geschichte
Delme ist aus einer römischen Poststation an der Römerstraße von Metz (Divodurum Mediomatricum) nach Straßburg (Argentorate) entstanden. Der Bezeichnung der Ortschaft als  Ad Duodecimum tauchte erstmals auf der Tabula Peutingeriana auf. Die lateinische Bezeichnung Duodecimum gab die Entfernung von Metz an. Duodecimum milliarum bedeutet „Zwölftes Miliarium“ (Distanzsäule). Im Jahr 990 wurde die Ortschaft als Duodecimum villa im Kopialbuch der Abtei Sankt Arnulf in Metz erwähnt, 1016 als Dodeismes im Kopialbuch der Kathedrale von Metz. Delme war Sitz eines Erzpriesters des Erzdiakonats von Vic-sur-Seille, das wiederum dem Bistum Metz unterstand. 1186 trat ein Theoderich von Delme als Zeuge auf.
Auch die weltliche Regierung hatte das Bistum Metz bis 1612 inne, dann wurde Delme vom Herzogtum Lothringen übernommen. Ab dem 13. Jahrhundert bis 1790 war Delme Hauptort eines Verwaltungsbezirks (ban), zu dem die Ortschaften Alaincourt-la-Côte, Aulnois-sur-Seille, Craincourt, Fossieux, Lemoncourt, Manhoué, Puzieux und Xocourt gehörten.
Durch die Bestimmungen im Friede von Vincennes kam Delme 1661 zu Frankreich. Delme gehörte ab 1751 teilweise zur Bailliage von Château-Salins.

Ortsbilder
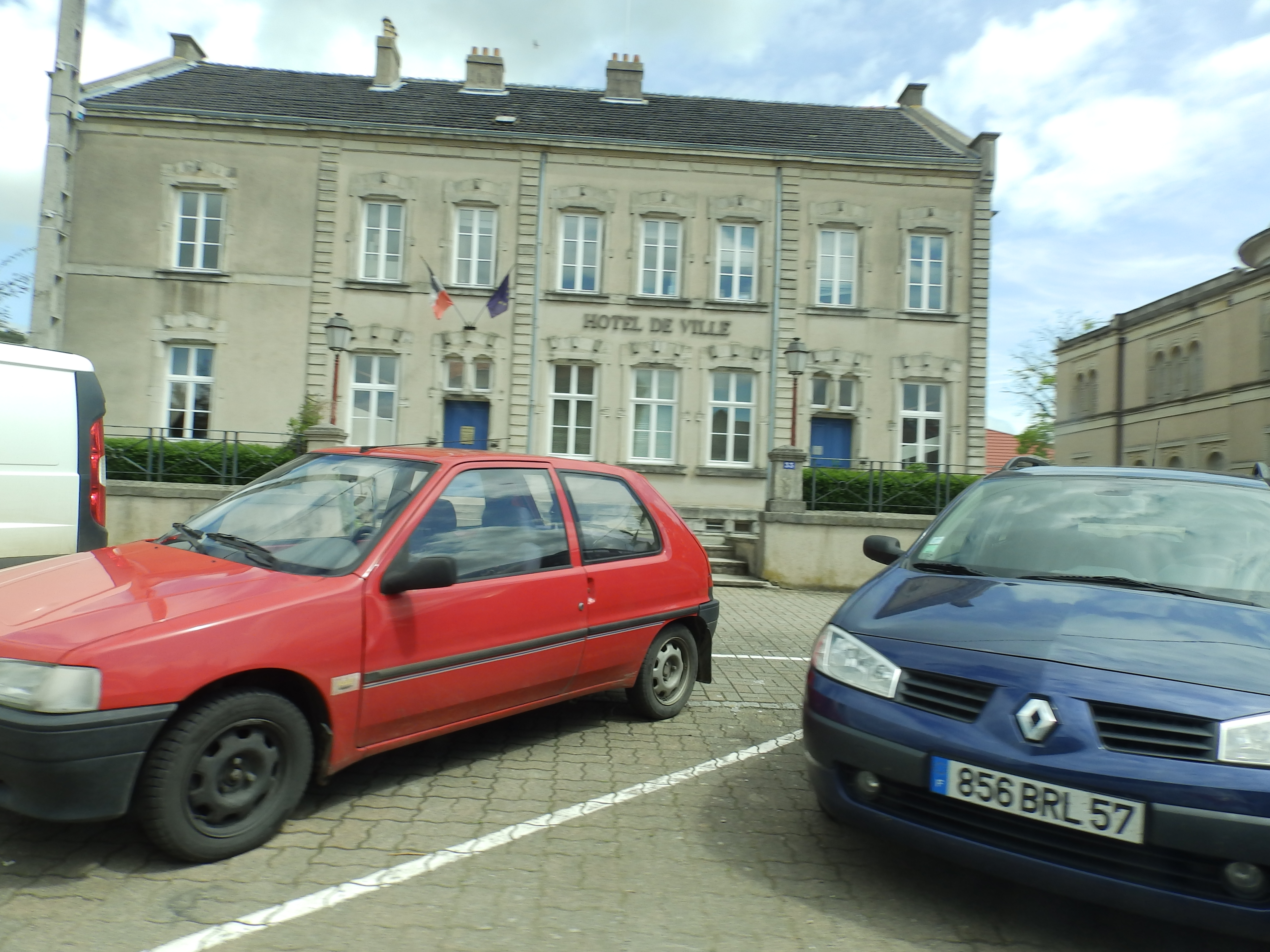
Rathaus (Hôtel de ville)
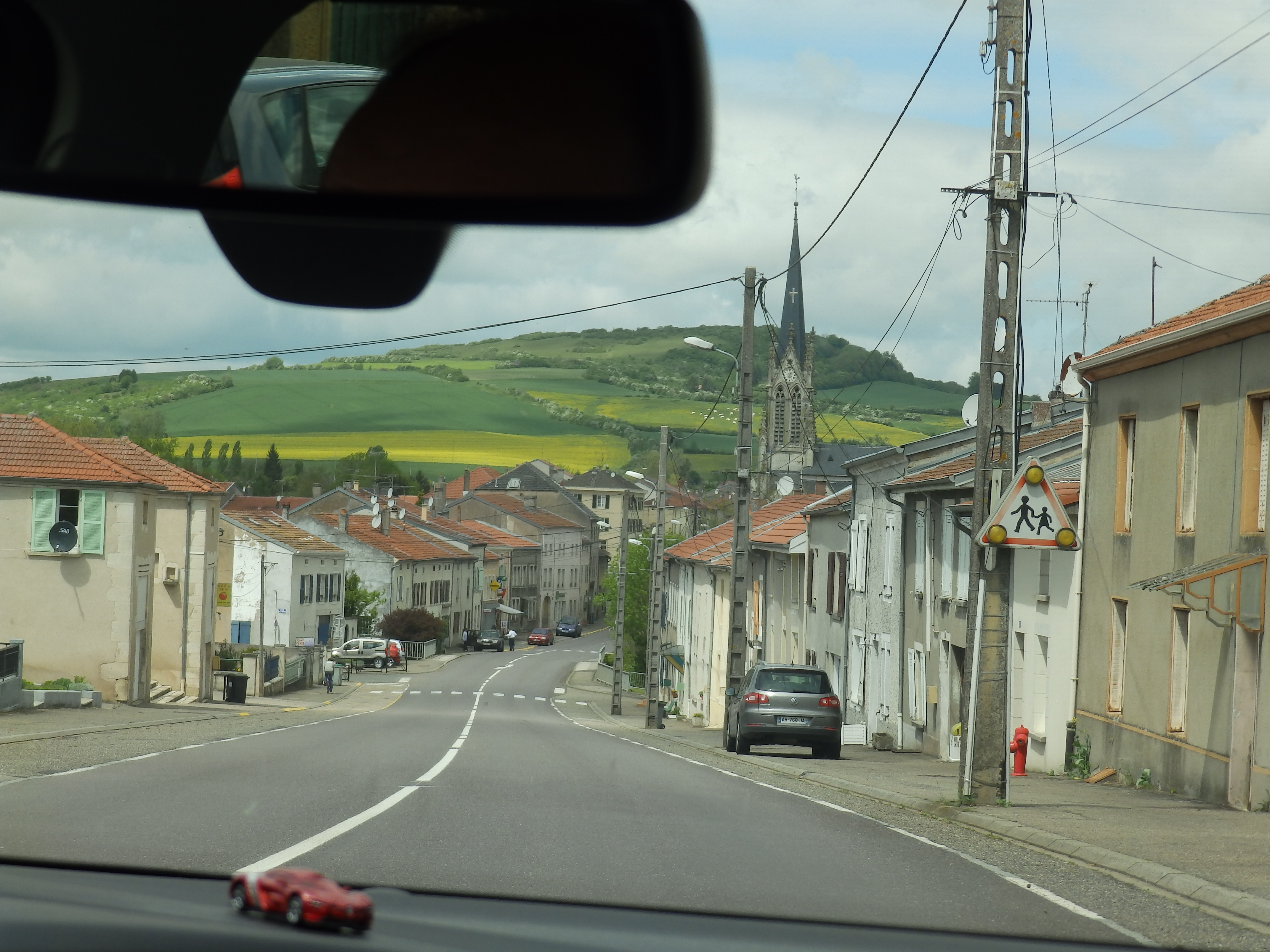
Dorfstraße, durch die Windschutzscheibe gesehen
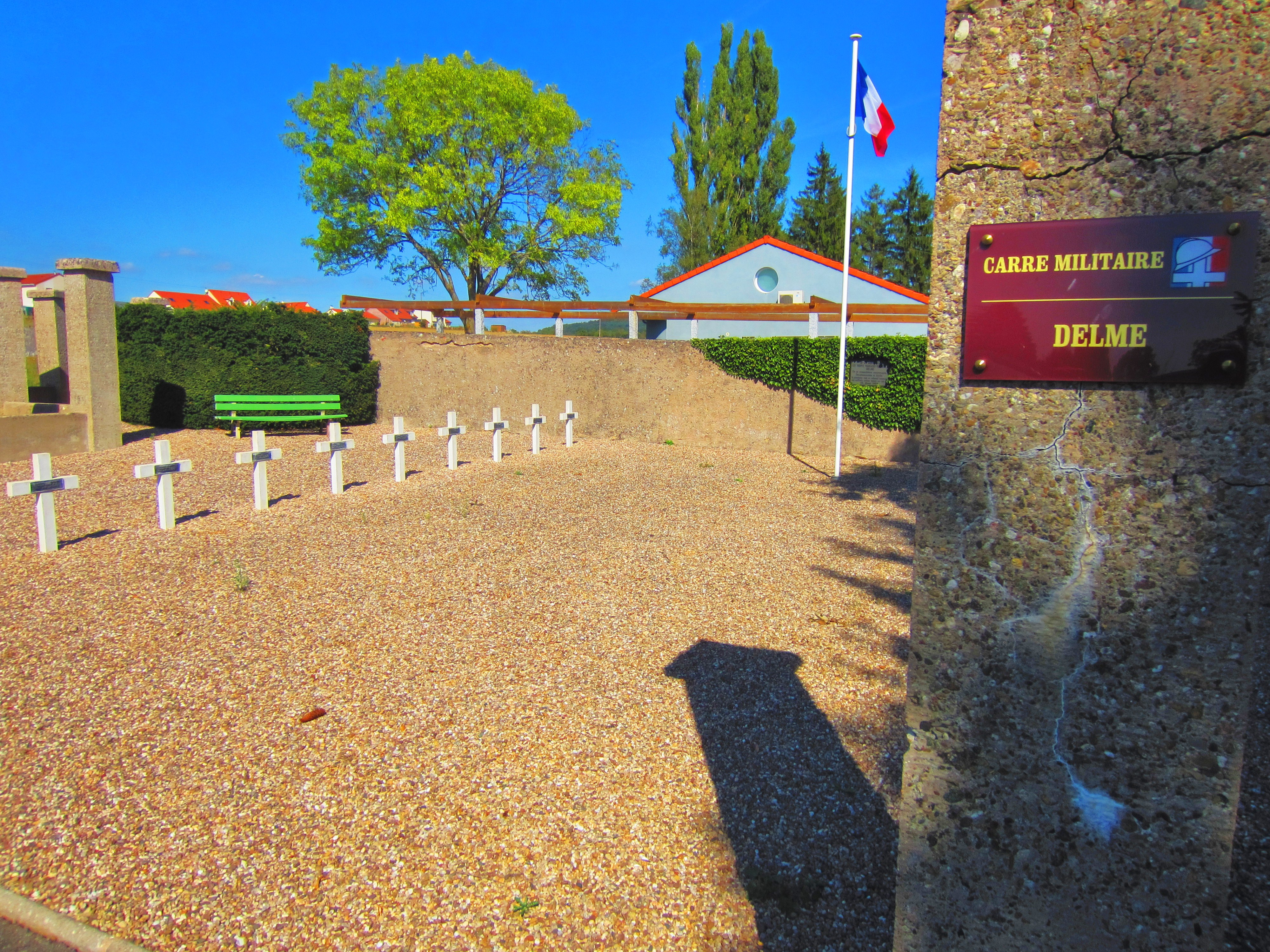
Soldatenfriedhof

1793 erhielt Delme im Zuge der Französischen Revolution (1789–1799) den Status einer Gemeinde und 1801 das Recht auf kommunale Selbstverwaltung. Es gehörte von 1801 bis 1871 zum früheren Département Meurthe, das 1871 in Département Meurthe-et-Moselle umbenannt wurde.
Durch den Frankfurter Frieden vom 10. Mai 1871 kam die Region an das deutsche Reichsland Elsaß-Lothringen, und der Ort wurde dem Kreis Château-Salins im Bezirk Lothringen zugeordnet. Nach dem Ersten Weltkrieg (1914–1918) musste die Region mit Delme aufgrund der Bestimmungen des Versailler Vertrags 1919 an Frankreich abgetreten werden und wurde Teil des Département Moselle. Delme gehörte als französischsprachige Ortschaft zu den 247 letzten Gemeinden, deren Name im Ersten Weltkrieg am 2. September 1915 eingedeutscht wurde. Der Name wurde zu „Delm“ geändert und war bis 1918 offizieller Ortsname.
Am 11. Mai 1922 wurde Delme der Orden Croix de guerre 1914–1918 verliehen. Nach dem Zweiten Weltkrieg erhielt es das Croix de guerre 1939–1945.

### Bevölkerungsentwicklung
| Jahr      | 1962 | 1968 | 1975 | 1982 | 1990 | 1999 | 2007 | 2019 |
| Einwohner | 612  | 631  | 620  | 698  | 681  | 728  | 872  | 1148 |

## Wappen
Das Wappen der Gemeinde wurde erst 1870 entworfen. Es ist in zwei Hälften geteilt, die linke Seite ist golden und zeigt einen roten Schrägbalken, auf dem sich drei silberne gestümmelte Adler befinden. Diese Seite entspricht damit dem Wappen des Herzogtums Lothringen. Die rechte Seite ist rot und trägt zwei silberne Lachse, die mit dem Rücken zueinander stehen, sowie zwei ganze silberne Kreuze, eins über den Lachsen und eins darunter, und zwei halbe Kreuze, rechts und links der Lachse. Diese Hälfte entspricht dem Wappen von Obersalm. Das Wappen trägt dem Umstand Rechnung, dass die Ortschaft teilweise zum Herzogtum Lothringen und teilweise zur Grafschaft Salm gehörte.

## Sehenswürdigkeiten
Die Synagoge von Delme wurde im Zweiten Weltkrieg schwer beschädigt und nach dem Krieg wiederaufgebaut. Sie wurde von 1878 bis 1880 errichtet und 1984 in das Zusatzverzeichnis der Monuments historiques (historische Denkmale) eingetragen. In der Synagoge befindet sich heute ein Zentrum für zeitgenössische Kunst (Centre d’Art Contemporain).

## Wirtschaft und Verkehr
Delme liegt auf der D955. Der nächste Flughafen ist der Flughafen Metz-Nancy-Lothringen, der 14,6 Kilometer nordwestlich liegt.
Die Ortschaft verfügt über zwei Gewerbegebiete, die Zone artisanale de Bantzenheim im Nordwesten des Ortskerns und die Zone artisanale Communautaire im Südosten. Beide liegen an der D955.